# Ordine dell'Unione Birmana
L'Ordine dell'Unione Birmana (ပြည်ထောင်စုစည်သူသင်္ဂဟ Pyidaungsu Sithu Thingaha) è un'onorificenza della Birmania. È stata istituita il 2 settembre 1948 per sostituire l'Ordine di Burma a seguito dell'indipendenza del Paese.
Ha due divisioni, quella civile e quella militare.
L'ordine è diviso in cinque classi:
- အဂ္ဂမဟာသရေစည်သူ Agga Maha Thray Sithu (Gran Commendatore)
- သတိုးမဟာသရေစည်သူ Sado Maha Thray Sithu (Grand'Ufficiale)
- မဟာသရေစည်သူ Maha Thray Sithu (Commendatore)
- သရေစည်သူ Thray Sithu (Ufficiale)
- စည်သူ Sithu (Cavaliere)